# Idaea griseata
Idaea griseata là một loài bướm đêm trong họ Geometridae.